# Robert Chalifoux
Robert "Rob" Chalifoux (ur. 13 grudnia 1974) − kanadyjski kulturysta oraz profesjonalny wrestler, znany także pod pseudonimem Johnny Handsome.

## Życiorys
Ze sportem kulturystycznym powiązany jest od początku lat dziewięćdziesiątych. W 1993 roku podczas Mistrzostw Północnej Alberty w Kulturystyce wywalczył brązowy medal. Na szczycie podium znalazł się już sześć lat później na Mistrzostwach Południowej Alberty, gdzie został zwycięzcą w kategorii wagowej lekkociężkiej; tego samego roku, w tej właśnie kategorii zajął trzecią lokatę w trakcie mistrzostw prowincjonalnych. W 2000, jako zawodnik o wadze lekkociężkiej, został Mistrzem Alberty. Podjął współpracę z doświadczonym kulturystą i trenerem osobistym Scottem Abelem, z którym przygotowywał się do Mistrzostw Prowincji Ontario. W 2006 i 2009 roku brał udział w mistrzostwach krajowych; zajął, kolejno, dziesiąte i dziewiąte miejsce.
Obecnie zajmuje się także profesjonalnym wrestlingiem. W branży zapaśniczej udziela się pod pseudonimem Johnny Handsome (pl. Johnny Przystojniak).
Okazjonalnie, amatorsko zajmuje się modelingiem. Na początku czerwca 2004, z wagą dziewięćdziesięciu pięciu kilogramów (jego waga zwyczajnie balansuje na pograniczu stu pięciu kg), wziął udział w erotycznej sesji fotograficznej dla gejowskiej strony internetowej MuscleGallery.com.
Mieszka w miejscowości Edmonton w prowincji Alberta, gdzie prowadzi solarium.

## Warunki fizyczne[6]
- wzrost: 173 cm
- waga: 104−106 kg
- klatka piersiowa: 132 cm
- talia: 83 cm

## Osiągnięcia w kulturystyce (wybór)
- 1993:
  - Northern Alberta Championships, kategoria średnia − III m-ce
- 1996:
  - Northern Alberta Championships, kategoria średnia − ?
- 1999:
  - Southern Alberta Championships, kategoria lekkociężka − I m-ce
  - Alberta Provincial Championships, kategoria lekkociężka − III m-ce
- 2000:
  - Alberta Provincial Championships, kategoria lekkociężka − I m-ce
- 2005:
  - Alberta Provincial Championships − federacja ABBA, kategoria ciężka − II m-ce
- 2006:
  - Canadian National Championships − federacja CBBF, kategoria ciężka − X m-ce
- 2009:
  - Canadian National Championships − federacja CBBF, kategoria ciężka − IX m-ce